# The Beatles (альбом)

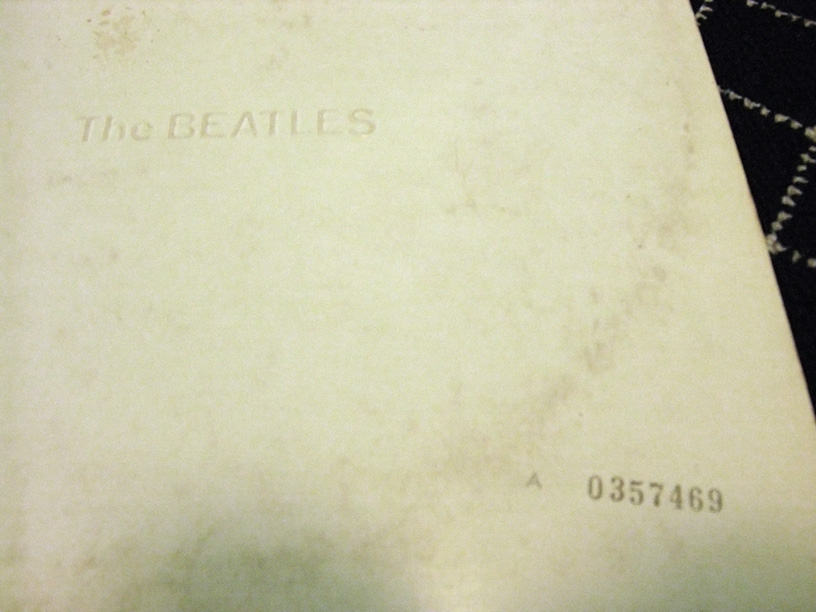
Один з примірників альбому, виданих у 1970-х роках, з серійним номером та вибитою, а не надрукованою, назвою альбому.

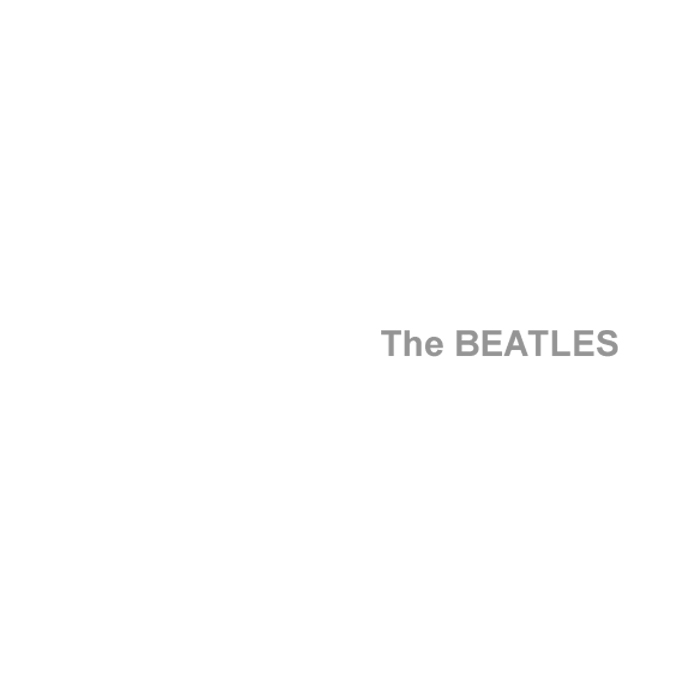
Обкладинка CD-видання альбому

Внутрішня сторона обкладинки

The Beatles — дев'ятий студійний альбом британського гурту The Beatles, виданий 1968 року на двох платівках. Широко відомий як «Білий Альбом» (The White Album) — цю неофіційну назву альбом одержав через дизайн конверта. В оригінальному вініловому виданні на білому конверті не було ніяких зображень, крім рельєфного, тисненого напису THE BEATLES. На CD-виданні 1990 року сірий надпис THE BEATLES було виконано на білому буклеті типографським методом.

## Список композицій
- Усі пісні написали Джон Леннон і Пол Маккартні, якщо не зазначено іншого.

### Перша сторона
1. Back in the U.S.S.R. — 2:43
2. Dear Prudence — 3:56
3. Glass Onion — 2:17
4. Ob-La-Di, Ob-La-Da — 3:08
5. Wild Honey Pie — 0:52
6. The Continuing Story of Bungalow Bill — 3:13
7. While My Guitar Gently Weeps (Джордж Гаррісон) — 4:45
8. Happiness Is a Warm Gun — 2:43

### Друга сторона
1. Martha My Dear — 2:28
2. I'm So Tired — 2:03
3. Blackbird — 2:18
4. Piggies (Джордж Гаррісон) — 2:04
5. Rocky Raccoon — 3:32
6. Don't Pass Me By (Рінго Старр) — 3:50
7. Why Don't We Do It in the Road? — 1:40
8. I Will — 1:45
9. Julia — 2:54

### Третя сторона
1. Birthday — 2:42
2. Yer Blues — 4:00
3. Mother Nature's Son — 2:47
4. Everybody's Got Something to Hide Except Me and My Monkey — 2:24
5. Sexy Sadie — 3:15
6. Helter Skelter — 4:29
7. Long, Long, Long (Джордж Гаррісон) — 3:03

### Четверта сторона
1. Revolution 1 — 4:15
2. Honey Pie — 2:40
3. Savoy Truffle (Джордж Харрісон) — 2:54
4. Cry Baby Cry — 3:02
5. Revolution 9 — 8:13
6. Good Night — 3:11